# 헨리 하임리히
헨리 주다 하임리히(영어: Henry Judah Heimlich, 1920년 2월 3일 ~ 2016년 12월 17일)는 미국의 흉부외과 의사이자 의학자이다. 하임리히법의 창안자로 잘 알려져 있다.